# Eugen Gondi
Eugen Gondi (Timișoara, 1947) is een Roemeense jazz-drummer.
Gondi begon zijn muzikale loopbaan in het Paul Weiner Free Jazz Trio. Hij speelde met veel bekende Roemeense jazzmusici, waaronder Marius Popp, Johnny Răducanu, Garbis Dedeian, Radu Goldiş, Pedro Negrescu, Jan Jankeje en Liviu Butoi. In 1947 was hij drummer in de rockgroep Transsylvania Phoenix. Ook speelde hij in de conceptgroep van Mircea Florian.
Gondi is te horen op opnames van onder meer Tiberian, Richard Oschanitzky, Curtis Clark en Dan Mândrilǎ.
Gondi woont thans in Nederland.